# Indexierungstiefe
Indexierungstiefe bezeichnet die Spezifität der vergebenen Schlagwörter oder Deskriptoren. Grundsätzlich ist sie für Sachverhalte innerhalb des Kerngebietes der Dokumentationssprache besonders hoch, während sie für Randaspekte eher gering ausfällt. Je höher die Indexierungstiefe, umso höher die Precision einer Recherche.

## Beispiel
So wird man z. B. in der Dokumentationssprache einer Rechtsdatenbank kaum die Bezeichnung "Golden Retriever" als Deskriptor finden (allerhöchstens als Nichtdeskriptor). Vielleicht findet man jedoch "Haustier" oder "Haustierhaltung" als gültigen Deskriptor, da der relative Anteil der Dokumente, welche diesen Sachverhalt beinhalten, am Gesamtbestand der Dokumente relativ gering ausfallen wird.
In der Dokumentationssprache einer zoologischen Datenbank kann zwar die Bezeichnung "Haustier" durchaus als Deskriptor vorkommen und auch für Dokumente, die sich mit Haustierhaltung im Allgemeinen beschäftigen, vergeben werden. Jedoch wird es noch weitere Unterbegriffe zu "Haustier", wie "Hund" oder "Golden Retriever", geben, die zur Indexierung spezifischerer Sachverhalte zielführender sind.